# Eugen Böhler
Eugen Böhler (* 27. November 1893 in Neuhaus, Grossherzogtum Baden, heimatberechtigt in Zollikon; † 11. Juli 1977 in Zollikon) war ein Schweizer Ökonom und Hochschullehrer. Er gründete sowohl das Betriebswissenschaftliche Institut wie auch Institut für Wirtschaftsforschung an der ETH Zürich und war einflussreicher Berater der Schweizer Regierung.

Eugen Böhler (1955)

## Leben
Böhler machte Wirtschaftsstudien in Basel, London und Kiel. An der Universität Kiel wurde er 1919 in Wirtschaftswissenschaften promoviert und konnte sich dort 1921 habilitieren. Er wirkte als Abteilungsleiter am Institut für Weltwirtschaft in Kiel bis 1922. Dann wechselte er an die Universität Göttingen, wo er Vorlesungen in Wirtschaftspolitik gab. Ab 1923 war er an der ETH Zürich tätig. Dort wurde er 1924 Ordinarius für Wirtschaftspolitik im Departement Geistes- und Sozialwissenschaft. Das Betriebswissenschaftliche Institut der ETH wurde von Böhler 1929 gegründet und als Direktor geleitet. Böhler wurde zu einem einflussreichen Berater der Schweizer Politik in Wirtschaftsfragen. Er gründete 1938 das Institut für Wirtschaftsforschung an der ETH, dem die KOF Konjunkturforschungsstelle angeschlossen ist, wie auch die Schweizerische Gesellschaft für Konjunkturforschung. Als Mitglied der Eidgenössischen Expertenkommission für Wirtschaftsgesetzgebung beeinflusste er die Währungspolitik der Schweiz seit 1934. Zu seinem Freundeskreis zählte der Unternehmer Hans Schindler, mit welchem er die Wertschätzung für die Tiefenpsychologie von Carl Gustav Jung teilte. Böhlers Buch Nationalökonomie diente als Grundlage für seine Freifachvorlesung mit demselben Titel, welche ETH-Studenten verschiedenster Fachrichtungen besuchten.
Böhler emeritierte 1964.

## Veröffentlichungen
- Kleiner Nachlassteil. Wissenschaftshistorische Sammlungen der ETH-Bibliothek, Zürich 1993, abgerufen am 13. November 2020.
- Nationalökonomie : Grundlagen u. Grundlehren. 5. Auflage. Polygraphischer Verlag, Zürich 1964.
- Der Mythus in Wirtschaft und Wissenschaft (= Beiträge zur Wirtschaftspolitik, Bd. 3) Rombach, Freiburg/Br. 1965.
- Die Zukunft als Problem des modernen Menschen. Rombach, Freiburg/Br. 1966.
- Psychologie des Zeitgeistes. Lang, Bern/Frankfurt/M. 1973.
- mit C. G. Jung: Eine Begegnung in Briefen. vdf, Hochschulverlag AG an der ETH, Zürich 1996.

Festschrift
- Schweizerische Gesellschaft für Konjunkturforschung (Hrsg.): Kultur und Wirtschaft. Festschrift zum 70. Geburtstag von Eugen Böhler. Polygraphische Gesellschaft, Zürich 1963.

## Ehrungen
- 1949: Ehrendoktorat (Dr. oec. h. c.) der Universität St. Gallen